# Cardaillac
Cardaillac település Franciaországban, Lot megyében. Lakosainak száma 621 fő (2022. január 1.). Cardaillac Camburat, Fourmagnac, Planioles, Prendeignes, Saint-Bressou, Sainte-Colombe, Saint-Perdoux és Viazac községekkel határos.

## Népesség
A település népességének változása:
| Lakosok száma | 372  | 434  | 475  | 549  | 588  | 602  | 602  | 616  | 622  | 621  |
|               | 1968 | 1982 | 1990 | 2006 | 2013 | 2015 | 2017 | 2019 | 2020 | 2022 |